# Bitva o Charkov (2022)
Bitva o Charkov byla vojenské střetnutí mezi Ruskou federací a Ukrajinou, které začalo 24. února 2022 během ruské invaze na Ukrajinu v roce 2022 a skončilo 12. září téhož roku ukrajinským vítězstvím po vytlačení ruské armády k rusko-ukrajinské hranici vzdálené zhruba 30 km.
Charkov byl vzhledem ke svému politickému i ekonomickému významu, vysokému podílu ruskojazyčného obyvatelstva a blízkosti k hranicím jedním z hlavních cílů ruské invaze. Rusové do bojů nasadili svou elitní 1. gardovou tankovou armádu, které se rychle podařilo postoupit od severu k okraji města, poté ovšem narazili na tvrdý odpor ukrajinské armády, a utrpěli velké ztráty. Přestože se útočníkům podařilo Charkov v průběhu března oblehnout i z východu, na obklíčení ani frontální útok neměli dostatek sil. Na počátku května podnikli Ukrajinci rozsáhlý protiútok a postoupili místy až o 40 kilometrů. V polovině května pak dosáhli i státní hranice.
Navzdory ukrajinskému vítězství bylo město Charkov i nadále terčem ruského ostřelování. Až do poměrně překvapivé a velmi úspěšné ukrajinské protiofenzívy, zahájené 6. září 2022, navíc významná část Charkovské oblasti zůstávala pod ruskou kontrolou.
V květnu 2024 se Charkov stal jedním z možných cílů obnovené ruské ofenzívy na východě Ukrajiny. K dobytí samotného města však Rusové neměli v oblasti dostatek sil.

## Pozadí
Charkov (ukrajinsky Харкiв) je druhé největší město na Ukrajině a správní centrum Charkovské oblasti. Na začátku roku 2022 mělo 1,4 milionu obyvatel, z čehož bylo zhruba 30% Rusů.
Charkov bylo jedno z měst (spolu s Luhanskem a Doněckem), které mělo být centrem východoukrajinských separatistů. I zde se pokusili vyhlásit Charkovskou lidovou republiku, avšak byli poraženi ukrajinskými bezpečnostními složkami. Došlo zde několikrát k neúspěšným pokusům o obsazení důležitých budov proruskými separatisty. Proruské nálady se podařilo potlačit, za město se postavil i tehdejší proruský starosta Hennadij Kernes a odmítl výzvy k odtržení Charkova od zbytku Ukrajiny. Město se později muselo vyrovnat i s přívalem uprchlíků z Donbaské oblasti.
Ruská invaze na Ukrajinu v roce 2022 byla vojenská operace zahájená 24. února 2022 na příkaz ruského prezidenta Vladimira Putina. Vojenská kampaň, která je součástí rusko-ukrajinského konfliktu probíhajícího od roku 2013, je výsledkem postupného zvyšování napětí, které začalo v roce 2021.

## Průběh útoku

### Únor
Ruská vojska zahájila útok brzy ráno 24. února 2022 a vyrazila směrem na Charkov, kde se setkala s tvrdým odporem Ukrajinců, do obrany se zapojili i dobrovolníci. Ještě téhož dne zahájilo ruské dělostřelectvo raketovou palbu, a to i do obytných oblastí. To si vyžádalo několik obětí z řad civilistů.
V průběhu 25. února se ukrajinské síly opevnily u vsi Cyrkuny před Charkovem a zbrzdily ruský postup, tvrdé boje ale pokračují. Mnozí obyvatelé okupovaného území se zapojili do partyzánského boje.
Dne 26. února prohlásil Oleh Synyehubov, gubernátor Charkovské oblasti, že celé město je pod kontrolou Ukrajiny. Američtí představitelé uvedli, že v Charkově probíhají nejtěžší boje celého konfliktu.
Brzy ráno 27. února ruské síly zničily v Charkově plynovod. Později ráno ruské síly vstoupily do Charkova, přičemž Syněhubov uvedl, že uvnitř města probíhají těžké boje, a poradce ministerstva vnitra Anton Heraščenko prohlásil, že v centru města probíhají pouliční boje.
Mluvčí ruského ministerstva obrany Igor Konašenkov mezitím uvedl, že ruské síly zajistily kapitulaci ukrajinského 302. protiletadlového raketového pluku a zajaly 471 ukrajinských vojáků, což ukrajinské zdroje popřely. Ukrajinští představitelé mezitím tvrdili, že ukrajinské síly zničily polovinu ruských vojenských vozidel, která postoupila do Charkova, včetně nejméně 6 vozidel GAZ Tigr-M.
Odpoledne 27. února Syněhubov prohlásil, že ukrajinské síly získaly zpět plnou kontrolu nad městem a dodal, že desítky ruských vojáků se vzdaly a stěžovaly si na demoralizaci, nepochopení, co je jejich úkolem, a nedostatek zásob paliva.
Dne 28. února poradce ministerstva vnitra Anton Heraščenko reportérovi sdělil, že ruské raketové údery na město během dopoledne zabily desítky civilistů. Syněhubov však později uvedl, že bylo zabito 11 civilistů a desítky jich byly zraněny. Starosta Charkova Ihor Těrechov později uvedl, že bylo zabito 9 civilistů a 37 jich bylo zraněno.
Později Těrechov uvedl, že ruské síly začaly v Charkově ničit elektrické rozvodny, v důsledku čehož byly některé oblasti města odpojeny od elektřiny, topení a vody. Dodal také, že při ruském ostřelování bylo poškozeno 87 domů.

### Březen
Ráno 1. března ruská raketa údajně zasáhla náměstí Svobody v centru Charkova a vybuchla před správní budovou Charkovské oblasti. Poškozena byla také budova opery a koncertní sál. Heraščenko uvedl, že bylo zabito nejméně 10 civilistů a 35 jich bylo zraněno. Slovinské ministerstvo zahraničí uvedlo, že při bombardování byl zničen jeho konzulát.

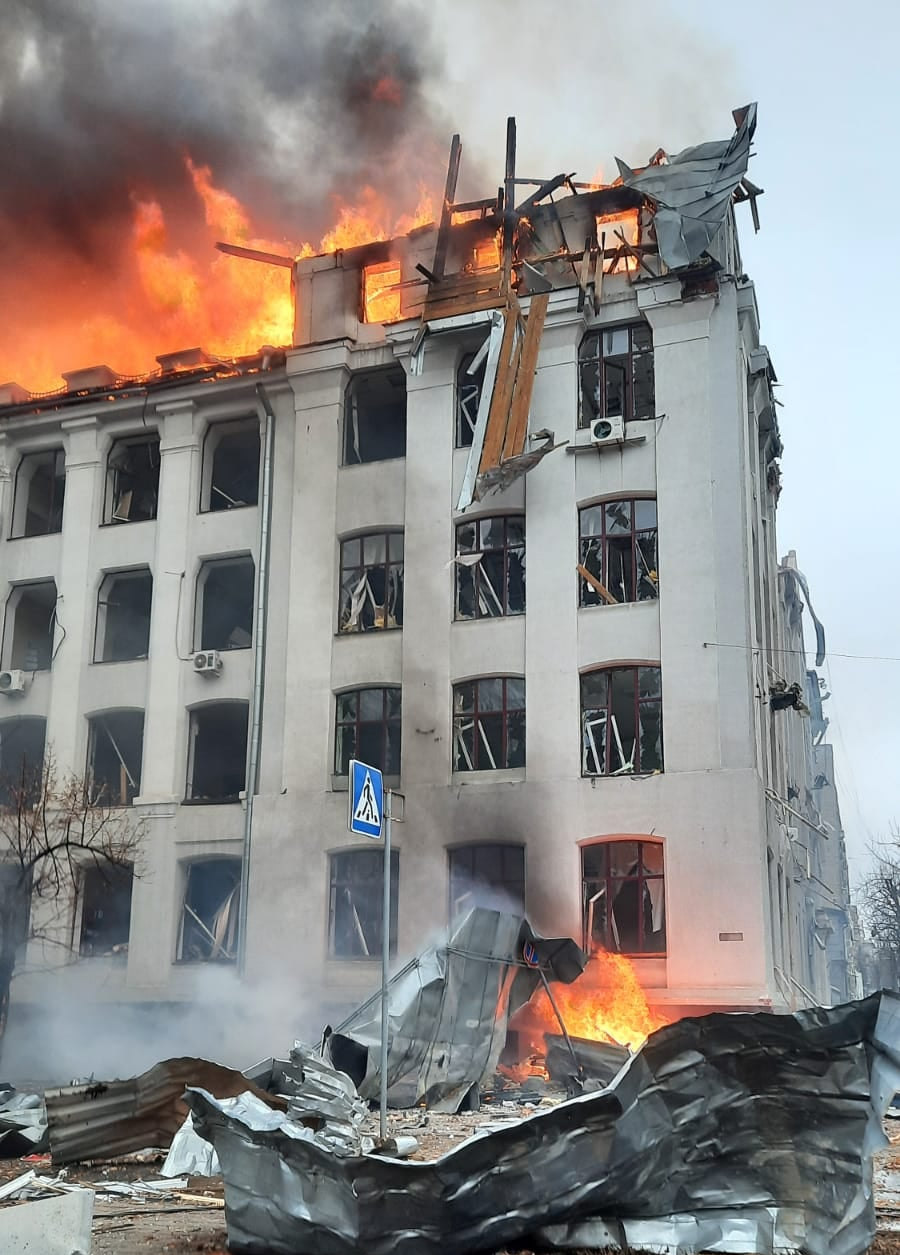
Hořící fakulta ekonomie Univerzity v Charkově, 2. březen 2022

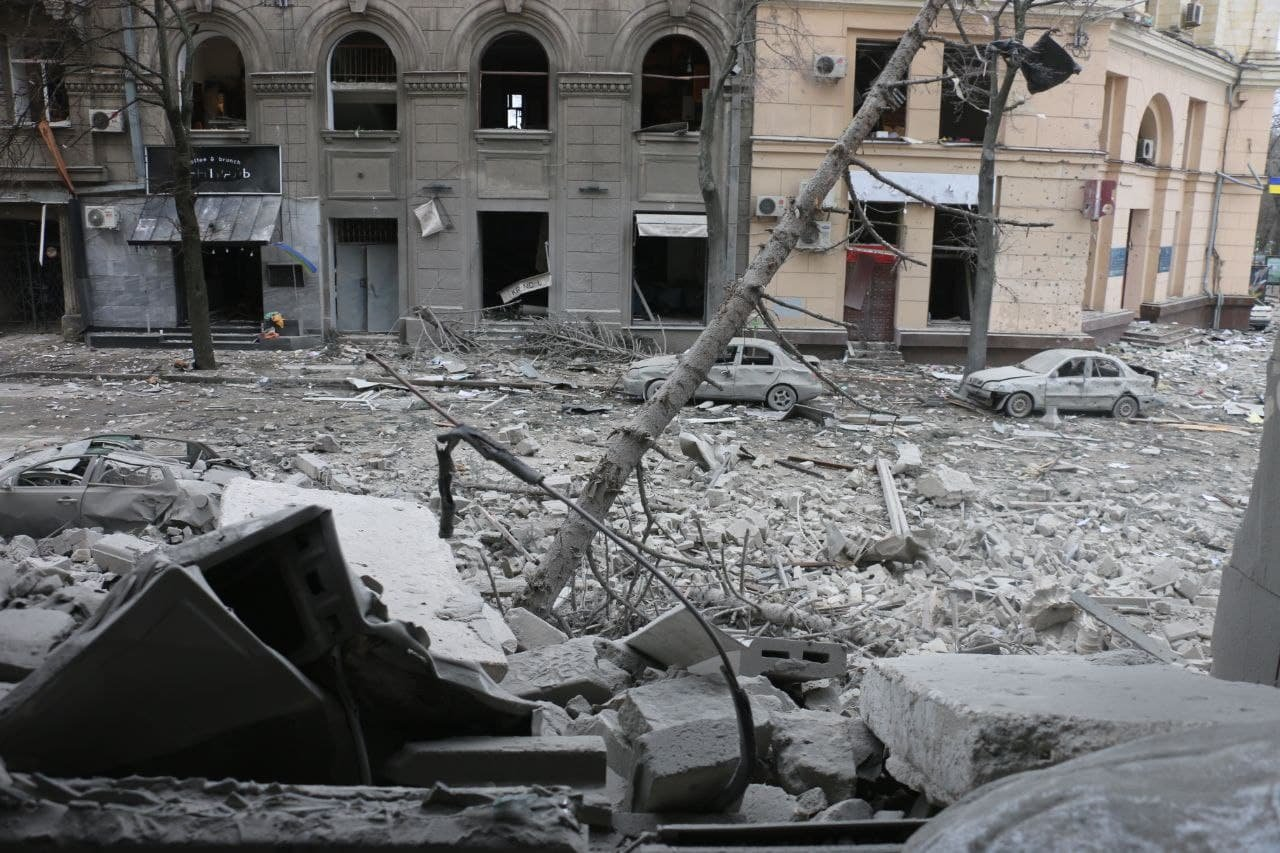
Ulice v Charkově po bombardování

Později dne 1. března bylo oznámeno, že při ruském ostřelování byl zabit 21letý indický student studující na Charkovské národní lékařské univerzitě. Student pocházel z vesnice Čalageri v Karnátace. Podle místního koordinátora indických studentů byl zabit náletem v ranních hodinách, když stál ve frontě na nákup potravin. Indické úřady později oznámily, že v rámci širší operace evakuovaly z města všechny indické občany.
Ukrajinští vojenští představitelé 2. března uvedli, že v Charkově přistáli ruští výsadkáři, což vedlo k těžkým střetům mezi nimi a ukrajinskými bezpečnostními silami. Dodali, že útok začal formou leteckého útoku, než ruští výsadkáři zaútočili, aby po přistání převzali kontrolu nad vojenskou nemocnicí.
Služba bezpečnosti Ukrajiny 6. března uvedla, že ruské střely BM-21 Grad ostřelují Charkovský institut fyziky a technologií, v němž se nachází výzkumné jaderné zařízení, a varovala, že to může vést k rozsáhlé ekologické katastrofě. Mezinárodní agentura pro atomovou energii následující den uvedla, že výzkumné jaderné zařízení bylo údajně poškozeno, ale nedošlo k úniku radiace. Místní záchranáři uvedli, že při nočním ostřelování města bylo zabito nejméně osm civilistů. Ázerbájdžánský konzulát ve městě byl mezitím vážně poškozen a albánský konzulát byl zdemolován.
Dne 7. března ukrajinské ministerstvo obrany oznámilo, že ukrajinské síly zabily ruského generálmajora Vitalije Gerasimova, zástupce velitele 41. vševojskové armády. Při útoku byli zabiti i další ruští důstojníci. Ruští vojáci také zabili dva civilní dobrovolníky ve Feldmanově ekoparku, když vstoupili do výběhu zvířat, aby je nakrmili.
Dne 8. března Syněhubov uvedl, že z města bylo po železnici evakuováno více než 600 000 civilistů. Ukrajinští představitelé prohlásili, že celý Charkov je pod jejich kontrolou a že kromě ostřelování okrajových částí města nedochází k žádným ruským útočným akcím.
Dne 10. března Státní služba Ukrajiny pro mimořádné události uvedla, že při ruském ostřelování v Charkově zahynuli 4 lidé, včetně 2 dětí. Ruské ostřelování také zničilo nákupní středisko v centru města. Později Anton Heraščenko prohlásil, že ruský letecký útok zasáhl Charkovský institut fyziky a technologií.
Dne 14. března ruské ostřelování zasáhlo obytnou čtvrť, kde byli zabiti dva civilisté a jeden zraněn. Následující den Syněhubov tvrdil, že město bylo 14. března ostřelováno 65krát, přičemž byl zabit jeden civilista, a že v Charkově bylo zničeno 600 obytných budov.
Dne 16. března ukrajinští představitelé tvrdili, že při ostřelování tržiště ruskými silami byli zabiti 3 civilisté a 5 jich bylo zraněno.
Dne 18. března Charkovská oblastní prokuratura informovala o ostřelování obytných budov ve Slobidském a Moskevském okrese města. Kromě toho byla částečně zničena budova Institutu státní správy Národní akademie pro veřejnou správu. Při ruském ostřelování Saltivky zahynul ve věku 96 let Boris Romančenko, který přežil 4 nacistické koncentrační tábory a zabýval se upozorňováním na zločiny nacismu.
Dne 19. března Syněhubov, jmenovaný šéfem Charkovské oblastní civilně-vojenské správy (HOVA), prohlásil, že severní předměstí Charkova byla neustále ostřelována a že centrum města bylo zasaženo granáty a raketami. Tvrdil, že byla poškozena a zničena řada administrativních a kulturních budov. Uvedl také, že ukrajinské síly podnikly protiútok a vytlačily ruské jednotky z předměstí města.

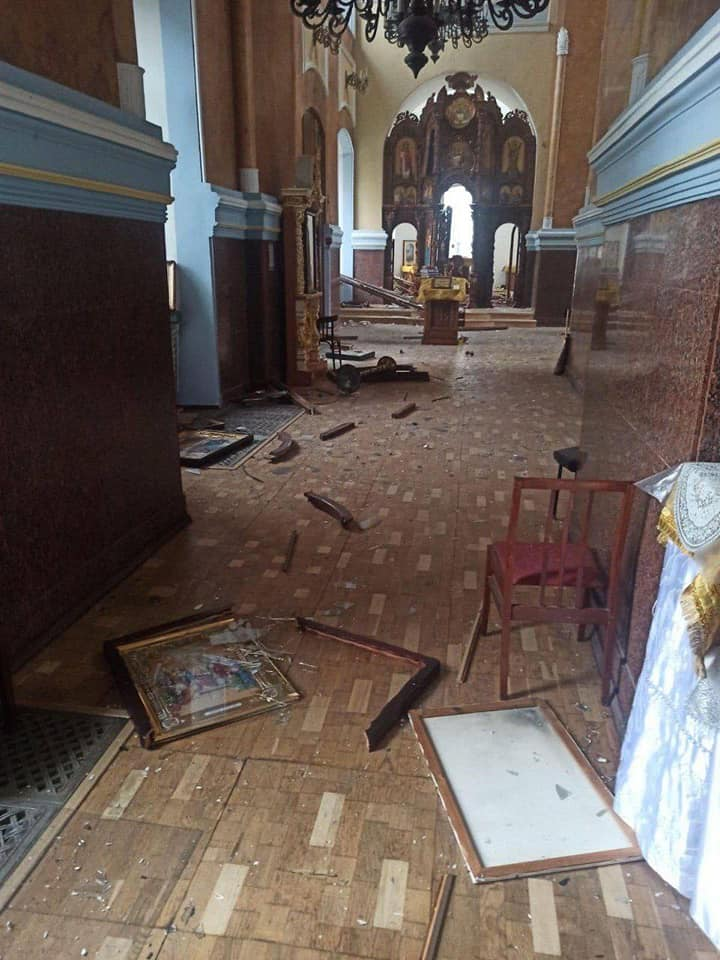
Katedrála Zesnutí Panny Marie, Charkov, 2. března 2022

Dne 24. března zasáhl ruský nálet kancelář v doručovací firmě Nová Pošta (ukrajinsky Нова пошта), přičemž zahynulo šest civilistů a nejméně patnáct jich bylo zraněno. 26. března poškodily ruské střely památník v Drobytském Jaru.
Dne 28. března charkovský starosta Igor Těrechov uvedl, že od začátku války opustilo Charkov asi 30 % obyvatel města. Šéf HOVA, vojenský gubernátor Syněhubov, oznámil, že Rusové opět zasáhli městské čtvrti kazetovou municí. Tvrdil také, že v několika směrech ukrajinští bojovníci podnikli protiútok a že vyklidili nepřítele z Malé Rohaně a Vilchivky.
Uprostřed zesíleného ruského ostřelování Charkova 31. března 2022 ruské úřady připsaly výbuch ve skladu zásobování ropou přibližně 25 mil (40 km) severně od hranic v Bělgorodu na území Ruska útoku dvou ukrajinských vojenských vrtulníků Mi-24. Mezitím Rusové prohlásili, že ve stejný den zabili více než 100 „extremistů a žoldáků“ ze západních zemí v Charkově při útoku vysoce přesnou raketou Iskander na obrannou základnu.

### Duben
Dne 2. dubna podle Syněhubova Rusové obcházeli město Izjum, aby pokračovali do Luhanské a Doněcké oblasti. 3. dubna 2022 ukrajinská vláda uvedla, že dva ruští vojáci byli zabiti a 28 dalších hospitalizováno poté, co ukrajinští civilisté rozdali ruským vojákům 3. ruské motostřelecké divize v Charkově otrávené koláče. Navzdory omezenému ruskému ústupu na sever od města a ukrajinskému opevnění silnice do Čuhuivu varovalo 4. dubna ukrajinské ministerstvo obrany, že se útočníci připravují na nový útok s cílem dobýt město z východu.
Dne 7. dubna Rusové dělostřelecky ostřelovali obytné oblasti v Oleksiyivce a Saltivce. V důsledku ostřelování v Charkově bylo zraněno 14 lidí, jedna žena zemřela. Obchodní centrum na Saltivce začalo hořet. Ruské okupační síly provedly asi 48 dělostřeleckých, minometných, tankových a raketometných úderů v oblastech Saltivka, Pyatihatok, Oleksiyivka, centrum města a Derhači.

### Květen
V první polovině května ukrajinská protiofenzíva vytlačila ruské síly z okolí města, místy až do vzdálenosti 40 km. 14. května starosta Ihor Terekhov oznámil, že invazní vojska kompletně opustila prostor města a ustupují směrem k ukrajinsko-ruským hranicí.
 Také podle ukrajinského generálního štábu ruské jednotky odcházejí z města a okolí. Podle amerického Institutu pro studium války Ukrajina vyhrála bitvu o Charkov.

## Válečné zločiny
Mezinárodní organizace pro lidská práva Amnesty International zveřejnila 13. června 2022 zprávu, v níž zdokumentovala možné válečné zločiny spáchané v Charkově ruskou armádou během invaze na Ukrajinu. Podle zkoumání AI je Rusko zodpovědné za smrt stovek civilních obyvatel Charkov v důsledku nerozlišujícího ostřelování a mezinárodním úmluvou zakázané kazetové munice. Také britská stanice BBC prověřila důkazy o užití kazetové munice k útokům ruských sil na město. 

## Galerie

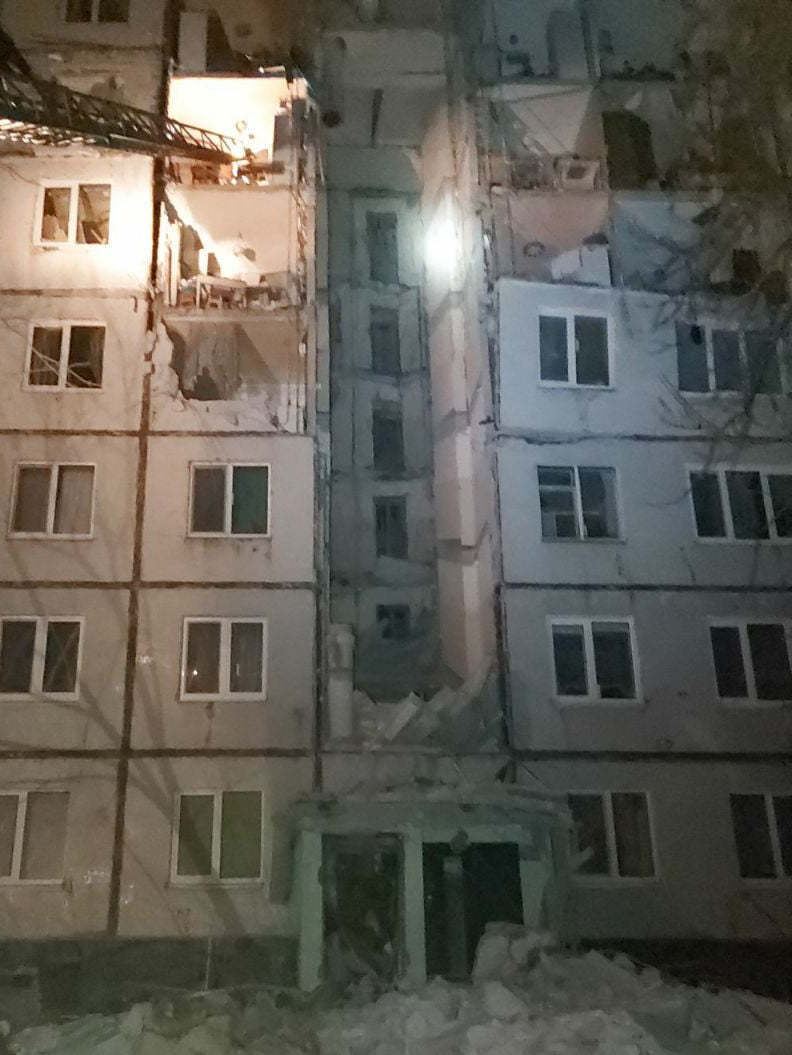
Bytový dům zasažený ruskou raketou, 26. února
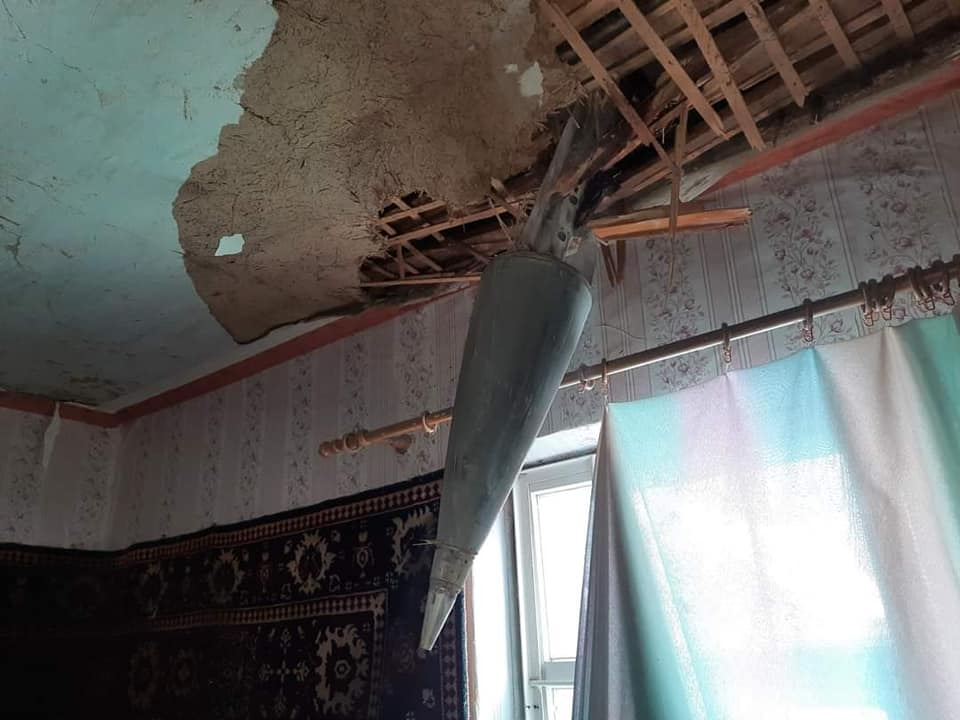
Nevybuchlá raketa v obytném domě
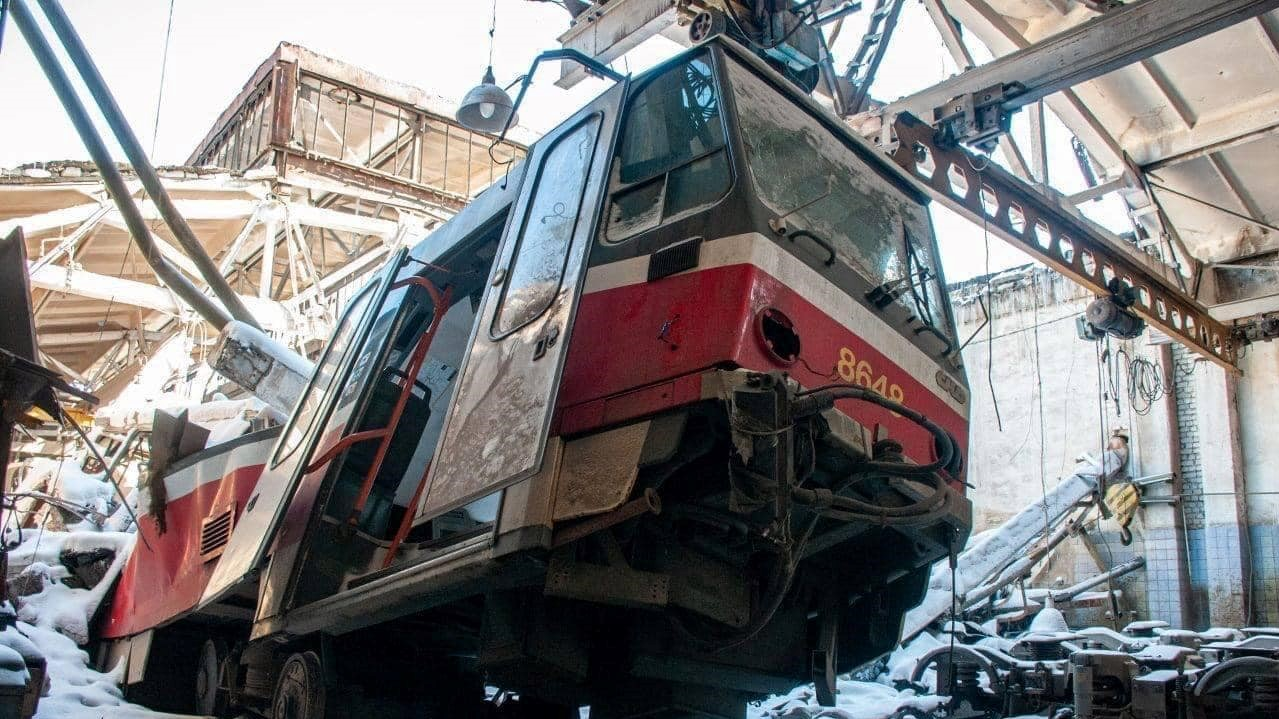
Zničená tramvaj T6A5 v depu Saltivske
- Důsledky bombardování 3. března